# RFL Championship 1956-57
El Championship de 1956-57 fue la 62.º edición del torneo de rugby league más importante de Inglaterra.

## Formato
Los equipos se enfrentaron en formato de todos contra todos, los primeros cuatro equipos clasificaron a postemporada.
Se otorgaron 2 puntos por cada victoria, 1 por el empate y 0 por la derrota.

## Desarrollo

### Tabla de posiciones
| Pos. | Equipo               | Encuentros | Encuentros | Encuentros | Encuentros | Puntos |
| Pos. | Equipo               | PJ         | PG         | PE         | PP         | Puntos |
| ---- | -------------------- | ---------- | ---------- | ---------- | ---------- | ------ |
| 1    | Oldham RLFC          | 38         | 33         | 0          | 5          | 66     |
| 2    | Hull FC              | 38         | 29         | 2          | 7          | 60     |
| 3    | Barrow Raiders       | 38         | 29         | 0          | 9          | 58     |
| 4    | Leeds Rhinos         | 38         | 28         | 0          | 10         | 56     |
| 5    | St Helens RFC        | 38         | 25         | 3          | 10         | 53     |
| 6    | Wigan Warriors       | 38         | 26         | 0          | 12         | 52     |
| 7    | Hunslet FC           | 38         | 26         | 0          | 12         | 52     |
| 8    | Wakefield Trinity    | 38         | 23         | 1          | 14         | 47     |
| 9    | Huddersfield Giants  | 38         | 23         | 0          | 15         | 46     |
| 10   | Warrington Wolves    | 38         | 21         | 1          | 16         | 43     |
| 11   | York FC              | 38         | 21         | 0          | 17         | 42     |
| 12   | Halifax RLFC         | 38         | 21         | 0          | 17         | 42     |
| 13   | Salford Red Devils   | 38         | 19         | 2          | 17         | 40     |
| 14   | Workington Town      | 38         | 20         | 0          | 18         | 40     |
| 15   | Featherstone Rovers  | 38         | 19         | 0          | 19         | 38     |
| 16   | Rochdale Hornets     | 38         | 19         | 0          | 19         | 38     |
| 17   | Leigh Centurions     | 38         | 18         | 1          | 19         | 37     |
| 18   | Whitehaven RLFC      | 38         | 18         | 1          | 19         | 37     |
| 19   | Swinton Lions        | 38         | 18         | 0          | 20         | 36     |
| 20   | Keighley Cougars     | 38         | 17         | 1          | 20         | 35     |
| 21   | Bradford Northern    | 38         | 17         | 0          | 21         | 34     |
| 22   | Bramley RLFC         | 38         | 14         | 2          | 22         | 30     |
| 23   | Widnes Vikings       | 38         | 15         | 0          | 23         | 30     |
| 24   | Blackpool Borough    | 38         | 14         | 0          | 24         | 28     |
| 25   | Castleford Tigers    | 38         | 11         | 2          | 25         | 24     |
| 26   | Hull Kingston Rovers | 38         | 11         | 2          | 25         | 24     |
| 27   | Liverpool Stanley    | 38         | 9          | 1          | 28         | 19     |
| 28   | Batley Bulldogs      | 38         | 8          | 0          | 30         | 16     |
| 29   | Dewsbury Rams        | 38         | 5          | 1          | 32         | 11     |
| 30   | Doncaster RLFC       | 38         | 3          | 0          | 35         | 6      |

|  | Clasificados a postemporada. |

### Postemporada

#### Semifinal
| 4 de mayo de 1957 | Hull FC | 45 - 14 | Barrow Raiders |  |  |

| 4 de mayo de 1957 | Oldham RLFC | 22 - 12 | Leeds Rhinos |  |  |

#### Final
| 18 de mayo de 1957 | Hull FC | 14 - 15 | Oldham RLFC | Odsal Stadium, Bradford |  |

| Bandera de Inglaterra |
| Campeón Oldham RLFC   |
| Cuarto título         |